# Episodi di The Lineup (quinta stagione)
La quinta stagione della serie televisiva The Lineup è andata in onda negli Stati Uniti dal 26 settembre 1958 al 29 maggio 1959 sulla CBS.
| nº | Titolo originale               | Prima TV USA      |
| -- | ------------------------------ | ----------------- |
| 1  | The Samuel McCutcheon Case     | 26 settembre 1958 |
| 2  | The Big Score Case             | 3 ottobre 1958    |
| 3  | The Rufus Granger Case         | 10 ottobre 1958   |
| 4  | The Missing Cargo Case         | 17 ottobre 1958   |
| 5  | The Sarge Caldwell Case        | 24 ottobre 1958   |
| 6  | The Professional Guest Case    | 31 ottobre 1958   |
| 7  | The Chick Madison Case         | 7 novembre 1958   |
| 8  | The Prester John Case          | 14 novembre 1958  |
| 9  | The Vanishing Writer Case      | 21 novembre 1958  |
| 10 | The Winners Takes Nothing Case | 28 novembre 1958  |
| 11 | The Scotty Waterford Case      | 5 dicembre 1958   |
| 12 | The Grady Gremlin Case         | 12 dicembre 1958  |
| 13 | The Girl Bandit                | 19 dicembre 1958  |
| 14 | The Veiled Lady Case           | 26 dicembre 1958  |
| 15 | The Rorschach Murder Case      | 2 gennaio 1959    |
| 16 | The Frederick Freemont Case    | 9 gennaio 1959    |
| 17 | The Final Punch Case           | 16 gennaio 1959   |
| 18 | The Boylston Billing Case      | 23 gennaio 1959   |
| 19 | The Corny Cassidy Case         | 30 gennaio 1959   |
| 20 | The Hamilton Harker Case       | 6 febbraio 1959   |
| 21 | The Charles Cleveland Case     | 13 febbraio 1959  |
| 22 | The Waterfront Romeo Case      | 20 febbraio 1959  |
| 23 | The Pigeon Drop Case           | 27 febbraio 1959  |
| 24 | The Garmen Millingham Case     | 6 marzo 1959      |
| 25 | The Big Dan McGran Case        | 13 marzo 1959     |
| 26 | The D. B. V. Cuddington Case   | 20 marzo 1959     |
| 27 | The Trap Door Spider Case      | 27 marzo 1959     |
| 28 | The Girls and Guns Case        | 3 aprile 1959     |
| 29 | The Walking Firefly Case       | 10 aprile 1959    |
| 30 | The Changeable Blonde Case     | 17 aprile 1959    |
| 31 | The Chain Store Robbery Case   | 1º maggio 1959    |
| 32 | The Murdered Blonde Case       | 8 maggio 1959     |
| 33 | The Drugstore Cowgirl Case     | 15 maggio 1959    |
| 34 | The Chloroform Murder Case     | 22 maggio 1959    |
| 35 | The Daniel Leadley Case        | 29 maggio 1959    |

## The Samuel McCutcheon Case
- Prima televisiva: 26 settembre 1958

### Trama
- Interpreti: Warner Anderson (detective Ben Guthrie), Tom Tully (ispettore Matt Grebb), Marshall Reed (ispettore Fred Asher), Yvonne King, Harvey Stephens, Glen Kramer, Carson King, John Barclay

## The Big Score Case
- Prima televisiva: 3 ottobre 1958

### Trama
- Interpreti: Warner Anderson (detective Ben Guthrie), Tom Tully (ispettore Matt Grebb), Marshall Reed (ispettore Fred Asher)

## The Rufus Granger Case
- Prima televisiva: 10 ottobre 1958

### Trama
- Interpreti: Warner Anderson (detective Ben Guthrie), Tom Tully (ispettore Matt Grebb), Marshall Reed (ispettore Fred Asher), Walter Reed, James McCallion, Beverly Tyler, Joseph Forte

## The Missing Cargo Case
- Prima televisiva: 17 ottobre 1958

### Trama
- Interpreti: Warner Anderson (detective Ben Guthrie), Tom Tully (ispettore Matt Grebb), Marshall Reed (ispettore Fred Asher), Jack Denbo, Jean Howell, Russ Conway, Jonathan Hole

## The Sarge Caldwell Case
- Prima televisiva: 24 ottobre 1958

### Trama
- Interpreti: Warner Anderson (detective Ben Guthrie), Tom Tully (ispettore Matt Grebb), Marshall Reed (ispettore Fred Asher), Slim Houghton (se stesso), Sarge Caldwell (se stesso)

## The Professional Guest Case
- Prima televisiva: 31 ottobre 1958

### Trama
- Interpreti: Warner Anderson (detective Ben Guthrie), Tom Tully (ispettore Matt Grebb), Marshall Reed (ispettore Fred Asher), Linda Watkins (Laura Courtney), Stacy Harris (Jeff Clarkson), Ruta Lee (Dorie Sims), Lynn Millan (Sookie Larkin), Barbara Bestar (Miss Doyle - Stewardess)

## The Chick Madison Case
- Prima televisiva: 7 novembre 1958

### Trama
- Interpreti: Warner Anderson (detective Ben Guthrie), Tom Tully (ispettore Matt Grebb), Marshall Reed (ispettore Fred Asher), Nan Leslie (Wilhemina Forsythe), Charles Seel (Ed Schmidt), Phyllis Applegate (Joyce Stanley), Lester Matthews (Walter Smith), Steve Mitchell (Mike Earnshaw)

## The Prester John Case
- Prima televisiva: 14 novembre 1958

### Trama
- Interpreti: Warner Anderson (detective Ben Guthrie), Tom Tully (ispettore Matt Grebb), Marshall Reed (ispettore Fred Asher), Howard McNear, Harry Harvey, Robert Crosson, Harry Lauter

## The Vanishing Writer Case
- Prima televisiva: 21 novembre 1958

### Trama
- Interpreti: Warner Anderson (detective Ben Guthrie), Tom Tully (ispettore Matt Grebb), Marshall Reed (ispettore Fred Asher), Noreen Nash, Tracey Roberts, Edith Evanson

## The Winners Takes Nothing Case
- Prima televisiva: 28 novembre 1958

### Trama
- Interpreti: Warner Anderson (detective Ben Guthrie), Tom Tully (ispettore Matt Grebb), Marshall Reed (ispettore Fred Asher), Paul Burke, Jean Willes, Orville Sherman

## The Scotty Waterford Case
- Prima televisiva: 5 dicembre 1958

### Trama
- Interpreti: Warner Anderson (detective Ben Guthrie), Tom Tully (ispettore Matt Grebb), Marshall Reed (ispettore Fred Asher), Herb Banke, Lester Matthews, Steve Conte

## The Grady Gremlin Case
- Prima televisiva: 12 dicembre 1958

### Trama
- Interpreti: Warner Anderson (detective Ben Guthrie), Tom Tully (ispettore Matt Grebb), Marshall Reed (ispettore Fred Asher), Jeanette Nolan (Helen Graves), Frankie Darro (Grady), Jack Petruzzi (Antonio Bardella), Renata Vanni (Rosa Bardella), Dick Crockett (Easter)

## The Girl Bandit
- Prima televisiva: 19 dicembre 1958

### Trama
- Interpreti: Warner Anderson (detective Ben Guthrie), Tom Tully (ispettore Matt Grebb), Marshall Reed (ispettore Fred Asher), Karen Booth (Babs Krale), Walter Kelley (Ed Taylor), Helen Elliot (Maggie), Barbara Dunbar (Ruth Greene)

## The Veiled Lady Case
- Prima televisiva: 26 dicembre 1958

### Trama
- Interpreti: Warner Anderson (detective Ben Guthrie), Tom Tully (ispettore Matt Grebb), Marshall Reed (ispettore Fred Asher), Elaine Edwards (Mona Johnson), Ruta Lee (Bernadine Hart), Tommy Harris (Frank Josephs), Patricia Donahue (Laura Lowell), Rebecca Welles (Jane Abbott), Orville Sherman (Lee Morris), Jack Albertson (Roger)

## The Rorschach Murder Case
- Prima televisiva: 2 gennaio 1959

### Trama
- Interpreti: Warner Anderson (detective Ben Guthrie), Tom Tully (ispettore Matt Grebb), Marshall Reed (ispettore Fred Asher), Howard McNear (Harry Beasley), Ken Mayer (Frank Gibbs), Gordon Polk (Tony Ambruster), Oliver McGowan (dottor Herbert Shea)

## The Frederick Freemont Case
- Prima televisiva: 9 gennaio 1959

### Trama
- Interpreti: Warner Anderson (detective Ben Guthrie), Tom Tully (ispettore Matt Grebb), Marshall Reed (ispettore Fred Asher), Jeanne Baird, Paul Langton, Val Avery, Mickey Simpson, Gil Donaldson

## The Final Punch Case
- Prima televisiva: 16 gennaio 1959

### Trama
- Interpreti: Warner Anderson (detective Ben Guthrie), Tom Tully (ispettore Matt Grebb), Marshall Reed (ispettore Fred Asher), Art Lewis, Guy Cherney, Joe Miksak, Fort Pearson, Carl Arnold

## The Boylston Billing Case
- Prima televisiva: 23 gennaio 1959

### Trama
- Interpreti: Warner Anderson (detective Ben Guthrie), Tom Tully (ispettore Matt Grebb), Marshall Reed (ispettore Fred Asher), Joyce Meadows (Paula Adams), Russell Arms (Boylston Billing), Raymond Bailey (David Duell), Marianne Stewart (Carmen Billing)

## The Corny Cassidy Case
- Prima televisiva: 30 gennaio 1959

### Trama
- Interpreti: Warner Anderson (detective Ben Guthrie), Tom Tully (ispettore Matt Grebb), Marshall Reed (ispettore Fred Asher), Ruta Lee, Robert Fairfax, Barney Phillips, Harry Dean Stanton

## The Hamilton Harker Case
- Prima televisiva: 6 febbraio 1959

### Trama
- Interpreti: Warner Anderson (detective Ben Guthrie), Tom Tully (ispettore Matt Grebb), Marshall Reed (ispettore Fred Asher), Guy Way, Tom Rosqui, Edward O'Brien, Wally Cassell, Marianne Stewart

## The Charles Cleveland Case
- Prima televisiva: 13 febbraio 1959

### Trama
- Interpreti: Warner Anderson (detective Ben Guthrie), Tom Tully (ispettore Matt Grebb), Marshall Reed (ispettore Fred Asher), Whitney Blake (Louise), Louis Merrill, Mario Siletti (Ricco), Douglas Kennedy

## The Waterfront Romeo Case
- Prima televisiva: 20 febbraio 1959

### Trama
- Interpreti: Warner Anderson (detective Ben Guthrie), Tom Tully (ispettore Matt Grebb), Marshall Reed (ispettore Fred Asher), James Gavin, Frank Bolger, Jack Moyles, Georgette Duval

## The Pigeon Drop Case
- Prima televisiva: 27 febbraio 1959

### Trama
- Interpreti: Warner Anderson (detective Ben Guthrie), Tom Tully (ispettore Matt Grebb), Marshall Reed (ispettore Fred Asher), Alan Carney, Karin Booth, Gregg Palmer, Nan Leslie, Holly Harris

## The Garmen Millingham Case
- Prima televisiva: 6 marzo 1959

### Trama
- Interpreti: Warner Anderson (detective Ben Guthrie), Tom Tully (ispettore Matt Grebb), Marshall Reed (ispettore Fred Asher), John Goddard, Carl Arnold, Charles Wagenheim, Lyn Thomas

## The Big Dan McGran Case
- Prima televisiva: 13 marzo 1959

### Trama
- Interpreti: Warner Anderson (detective Ben Guthrie), Tom Tully (ispettore Matt Grebb), Marshall Reed (ispettore Fred Asher), Richard H. Cutting (Ronald Stoner), Lewis Martin (Shipman), Adrienne Marden (Marcella Shipman), Judy Lewis (Diane Daley), Maida Severn (Alma McGran), Malcolm Atterbury (Big Dan McGran)

## The D. B. V. Cuddington Case
- Prima televisiva: 20 marzo 1959

### Trama
- Interpreti: Warner Anderson (detective Ben Guthrie), Tom Tully (ispettore Matt Grebb), Marshall Reed (ispettore Fred Asher), Jay Novello, John Alvin, Mack Williams, Freddy Ridgeway, Darlene Fields

## The Trap Door Spider Case
- Prima televisiva: 27 marzo 1959

### Trama
- Interpreti: Warner Anderson (detective Ben Guthrie), Tom Tully (ispettore Matt Grebb), Marshall Reed (ispettore Fred Asher)

## The Girls and Guns Case
- Prima televisiva: 3 aprile 1959

### Trama
- Interpreti: Warner Anderson (detective Ben Guthrie), Tom Tully (ispettore Matt Grebb), Marshall Reed (ispettore Fred Asher), Robert Symonds (Alfred Peters), Nan Leslie (Helen Peters), Earle McVeigh (Charles Lawson), Gregg Palmer (Dave Kane), Tom Charlesworth (Donald Wentworth), Paul E. Burns (Lineup Suspect with Slippers)

## The Walking Firefly Case
- Prima televisiva: 10 aprile 1959

### Trama
- Interpreti: Warner Anderson (detective Ben Guthrie), Tom Tully (ispettore Matt Grebb), Marshall Reed (ispettore Fred Asher), Sarge Caldwell, James Gavin, John C. Becher, Lewis Charles, Thomas Wilde

## The Changeable Blonde Case
- Prima televisiva: 17 aprile 1959

### Trama
- Interpreti: Warner Anderson (detective Ben Guthrie), Tom Tully (ispettore Matt Grebb), Marshall Reed (ispettore Fred Asher), Vera Marshe (Gloria Carlson), Christopher Dark (Bob Reynolds), Kathleen Mulqueen (Lela Martin), Lee Green

## The Chain Store Robbery Case
- Prima televisiva: 1º maggio 1959

### Trama
- Interpreti: Warner Anderson (detective Ben Guthrie), Tom Tully (ispettore Matt Grebb), Marshall Reed (ispettore Fred Asher), Ruta Lee, Tom De Graffenreid, Dan Barton, Steven Ritch

## The Murdered Blonde Case
- Prima televisiva: 8 maggio 1959

### Trama
- Interpreti: Warner Anderson (detective Ben Guthrie), Tom Tully (ispettore Matt Grebb), Marshall Reed (ispettore Fred Asher), Darlene Fields, Guy Way, Kipp Hamilton, Walter Coy

## The Drugstore Cowgirl Case
- Prima televisiva: 15 maggio 1959

### Trama
- Interpreti: Warner Anderson (detective Ben Guthrie), Tom Tully (ispettore Matt Grebb), Marshall Reed (ispettore Fred Asher), Percy Helton, Douglas Kennedy, Penny Edwards, Carl Arnold

## The Chloroform Murder Case
- Prima televisiva: 22 maggio 1959

### Trama
- Interpreti: Warner Anderson (detective Ben Guthrie), Tom Tully (ispettore Matt Grebb), Marshall Reed (ispettore Fred Asher), Neil Hamilton, Ellen Corby, Jim Canino, Everett Glass, DeForest Kelley

## The Daniel Leadley Case
- Prima televisiva: 29 maggio 1959

### Trama
- Interpreti: Warner Anderson (detective Ben Guthrie), Tom Tully (ispettore Matt Grebb), Marshall Reed (ispettore Fred Asher), John Mitchum, James Griffith, Hal Berger, Eve Miller